# Jacques Busse
Pour les articles homonymes, voir Busse.
Jacques Serge Busse, né le 22 décembre 1922 à Vincennes et mort le 22 août 2004 à Paris 14e, est un peintre, pastelliste, lithographe, sérigraphe, dessinateur, illustrateur, historien de l'art et professeur français.

## Biographie
Après des études au Lycée Charlemagne, Jacques Busse entre en 1942 à l'Académie de la Grande Chaumière, dans le quartier du Montparnasse où il devient l'élève d'Othon Friesz et forme le groupe de l'Échelle avec Jean-Marie Calmettes, Jean Cortot, Michel Patrix. Entre 1943 et 1944, il est déporté en Allemagne dans le cadre du travail obligatoire. Après la guerre, en 1945, il participe au premier Salon de mai et est membre du Comité de ce Salon de 1957 à 1970. À partir de 1958 et jusqu'à son décès, il expose au Salon des Réalités Nouvelles. Il est président du Salon des Réalités Nouvelles de 1980 à 1995.
Parallèlement à son activité de peintre, il mène deux autres carrières : l'une d'enseignant, d'abord à l'Académie de la Grande Chaumière (1961) puis dans différentes écoles comme l'École des Beaux-Arts de Nancy, à Marseille (1965), à Limoges et Dijon. Il est également chargé de cours à l'université Paris IV-Sorbonne (1972-84), et assistant auprès de l’Inspection générale des enseignements artistiques (à partir de 1974). Son autre carrière étant celle d'historien et écrivain d'art ; il rédige des articles pour la version en français, des Éditions Gründ, du dictionnaire des peintres Bénézit (Dictionnaire critique et documentaire des peintres, sculpteurs, dessinateurs et graveurs de tous les temps et de tous les pays) dont il dirigera les deux dernières rééditions, la dernière édition étant sortie en quatorze volumes en 1999,.
Jacques Busse a également publié un ouvrage théorique sur l'impressionnisme, traduit de l'allemand des poèmes de Christian Morgenstern et produit un petit livre d’humour.

## Œuvre
Les œuvres de Jacques Busses comprennent des mosaïques, des vitraux, des illustrations et des peintures.

Peintre non figuratif, sa peinture traduit par ses rythmes et ses géométries un élan lyrique ; l'œuvre de Jacques Busse qui s'étend de 1945 à 2003 s'articule en une quinzaine de périodes de styles différents allant de recherches optiques, au néo-cubisme, de l'expressionnisme abstrait au constructivisme, allant parfois dans ses dessins vers l'hyper-réalisme. Comme il l'a lui-même déclaré : 

« J'ai préféré l'intérêt et le plaisir de voyager à l'intérieur de la peinture, à l'obligation qu'exige le marché de l'art de s'en tenir à la répétition d'une seule et même manière de peindre identifiable. »

### Expositions

#### Expositions personnelles
- Galerie Michel Blin, Paris, 1947.
- Galerie Saint Placide, Paris, 1952.
- Galerie Lucien Durand, Paris 1955.
- Galerie Jacques Massol, Paris, 1957 à 1981.
- Galerie Appel und Fertsch, Francfort, de 1966 à 1991.
- Galerie Treffpunkt Kunst, Sarrelouis, à partir de 1987.
- Galerie Luc Berthier, Paris, 1995.
- Galerie Editart, Genève, 2001.
- Maison de la Culture de Bourges, 2005.
- Galerie Bertrand Trocmez, Clermont-Ferrand, 2008.
- Arthème Galerie, Paris, 2012 et 2014.
- Villa Tamaris Centre d'Art, La Seyne-sur-Mer (Var), Une Rétrospective, 2015.
- Galerie 50, La Cadière-d'Azur, 2018.

#### Expositions collectives
- Petits formats - Jacques Busse, Jean Cortot, Jean Clerté, Pierre Dmitrienko, Michel Patrix, Key Sato, Yasse Tabuchi…, Galerie Jacques Massol, Paris, décembre 1957 - janvier 1958.

### Collections publiques
- Musée national d'Art moderne, Paris (une dizaine de peintures)
- Musée de Peinture et de Sculpture, Grenoble
- Musée Cantini, Marseille
- Musée des Beaux-Arts, Nantes
- Musée Rolin, Autun, donation André Frénaud
- Galerie Nationale, Oslo
- Musée Cantonal de Lausanne

### Écrits

#### Critiques
- Jacques Busse, L'Impressionnisme, une Dialectique du Regard, Neuchatel, Ides et Calendes, 1996.
- Dictionnaire Bénézit (Dictionnaire critique et documentaire des peintres, sculpteurs, dessinateurs et graveurs de tous les temps et de tous les pays, en quatorze volumes) : Jacques Busse en est rédacteur en chef à partir de 1949 et dirige les trois rééditions successives respectivement de 1949-1955 (deuxième édition), de 1969-1976 (troisième édition) et de 1999 (quatrième édition).

#### Traductions
Jacques Busse a traduit l'écrivain allemand Christian Morgenstern, notamment l'intégralité des poésies du recueil Les Chansons du Gibet.
- Laloula, comptines et chansons du gibet  (trad. Jacques Busse), NordSud, 1995, 44 p. (ISBN 978-3-314-20851-5).
- Les Chansons du Gibet, traduction intégrale en 4 volumes bilingues : 
  - (de + fr) Les chansons du gibet — I. Die Galgenlieder  (trad. Jacques Busse), Le Temps qu'il fait, 2001, 136 p. (ISBN 2-86853-346-9).
  - (de + fr) Les chansons du gibet — II. Palmström  (trad. Jacques Busse), Paris, Le Temps qu'il fait, 2001, 104 p. (ISBN 2-86853-347-7).
  - (de + fr) Les chansons du gibet — III. Palma Kunkel  (trad. de l'allemand par Jacques Busse), Cognac, Le Temps qu'il fait, 2001, 160 p. (ISBN 2-86853-345-0).
  - (de + fr) Les chansons du gibet — IV. Der Gingganz  (trad. de l'allemand par Jacques Busse), Cognac, Le Temps qu'il fait, 2004, 184 p. (ISBN 2-86853-401-5).

#### Ouvrages
- Jacques Busse, Propos d'ivrogne (Boire ou ne pas boire c'est là la question), éditions Obsidiane, 1978.
- Jacques Busse, Propos d'Ivrogne suivi de Serrements d'Amour, éditions Obsidiane, 2003.